# Дидук, Ева Петровна
Ева Петровна Дидук (1900, Тележинцы — 1964, там же) — передовик сельского хозяйства Украинской ССР, звеньевая колхоза имени Кирова Старосинявского района Каменец-Подольской области, Герой Социалистического Труда (1958).
Избиралась депутатом Верховного Совета Украинской ССР 2-го (1947-1951) и 3-го (1951-1955) созывов.

## Награды
Указом Президиума Верховного Совета СССР от 26 февраля 1958 года за особые заслуги в развитии сельского хозяйства и достижение высоких показателей по производству зерна, сахарной свеклы, мяса, молока и других продуктов сельского хозяйства и внедрение в производство достижений науки и передового опыта» Дидук Еве Петровне присвоено звание Героя Социалистического Труда с вручением ордена Ленина и золотой медали «Серп и Молот».
Также награждена медалью «За трудовое отличие» (1939) и медалями Всесоюзной сельскохозяйственной выставки (ВСХВ).

## Ссылка
- Сайт Старосинявской центральной районной библиотеки.